# Інцидент у затоці Сідра (1986)
Не варто плутати з першим та третім інцидентами, а також битвами в затоці за часи Другої світової війни
Інцидент у затоці Сідра (1986) (англ. Action in the Gulf of Sidra (1986), також операція «Вогонь у прерії» (англ. Operation Prairie Fire) — військовий інцидент, що стався в затоці Сідра 24 березня 1986 року внаслідок протистояння між американськими та лівійськими військово-морськими силами, що призвело до зіткнення сторін. ВМС США розгорнули авіаносні групи в спірній затоці Сідра в Середземному морі. Лівія стверджувала, що вся затока Сідра є їхньою територією, південніше 32° 30' пн. Лівійський лідер Муаммар Каддафі заявив про це в 1973 році і назвав це «лінією смерті». США заявили про право на проведення військово-морських операцій у міжнародних водах за стандартом 12 морських миль (22 км) від берега країни.

## Історія інциденту

### Передумови
У 1973 році лідер Лівійської Арабської Джамахірії Муаммар Каддафі оголосив затоку Сідра закритою та частиною лівійських територіальних вод. На води південніше 32° 30′ пн.ш., були проголошені ексклюзивною 62 морськими милями (115 км) рибальською зоною, яку лівійський керманич назвав «лінією смерті». Цей вчинок мав ознаки грубого порушення міжнародного права і у свою чергу спонукав США провести операції зі свободи судноплавства у цьому регіоні, оскільки зазіхання лівійського диктатора не відповідали критеріям, встановленим міжнародним морським правом. Лівія часто протистояла військам США в затоці та поблизу неї, і двічі її винищувачі відкривали вогонь по розвідувальних рейсах США біля узбережжя Лівії; один раз на початку 1973 року і знову наприкінці 1980 року. Операції зі свободи судноплавства активізувалися, коли президентом став Рональд Рейган.
19 серпня 1981 року загострення ситуації призвело до прямого зіткнення у затоці Сідра, коли два лівійських Су-22 обстріляли два американські F-14 «Томкет» і згодом були збиті біля узбережжя Лівії.
Напруженість між США та Лівією посилилася після захоплення літака TWA Flight 847 14 червня 1985 року та нападів на аеропорти Рима та Відня 27 грудня того ж року. Сполучені Штати стверджували, що лівійський лідер причетний до цих дій через підтримку ймовірного злочинця, палестинського терориста Абу Нідаля. Водночас Лівія почала встановлювати батареї зенітних ракет SA-5 «Гаммон» і радари, які вони отримали від Радянського Союзу наприкінці 1985 року, щоб посилити свою протиповітряну оборону. США протягом кількох років оскаржували претензії Лівії на затоку Сідра, неодноразово перетинаючи так звану «лінію смерті».
Після терористичних атак у Римі та Відні ВМС США розпочали кілька операцій свободи судноплавства у районі навколо Лівії під назвою «Здобути документ». Перші дві частини операції проходили з 26 по 30 січня, потім з 12 по 15 лютого й пройшли без пригод. Третя частина почалася 23 березня силами авіаносної бойової групи 6-го флоту США, що складалася з авіаносців «Америка», «Корал Сі» та «Саратога», а також п'яти крейсерів, дванадцяти есмінців, шести фрегатів, 250 літаків і 27 000 особового складу.
«Корал Сі» і «Саратога» брали участь у перших двох фазах операції, а в середині березня до них приєднався авіаносець «Америка». Авіаносці розійшлися по лінії зі сходу на захід приблизно за 150 морських миль (280 км) на північ від «лінії смерті». «Америка» виконувала польоти з опівночі до полудня, «Саратога» — з полудня до півночі, а «Корал Сі» — з 5:30 до 18:30. Зменшення діяльності палубної авіації в темний час доби було віддзеркаленням мінімальної нічної польотної активності лівійської авіації, яка спостерігалася протягом перших двох фаз операції.
Раніше Муаммар Каддафі погрожував збивати або знищувати літаки чи кораблі США, які рухаються над «лінією смерті». За словами держсекретаря США Джорджа П. Шульца, позиція США була досить чіткою; не буде обмежень на пересування ВМС США через міжнародні води. Перетинаючи «лінію смерті», американські сили відстоювали своє право тримати міжнародні морські шляхи відкритими та «проводити військово-морські та повітряні навчання в будь-якій частині земної кулі». Під час операцій, проведених у січні та лютому 1986 року, ВМС США здійснили 130 перехоплень лівійських винищувачів у повітряному просторі над затокою Сідра, хоча жодна зі сторін вогонь не відкривала.

### Зіткнення
23 березня 1986 року американські літаки з трьох авіаносців перетнули «лінію смерті» і почали діяти в затоці Сідра.
24 березня о 06:00 крейсер «Тікондерога» у супроводі двох есмінців «Скотт» і «Кейрон» рушив на південь від «Лінії» під прикриттям винищувачів. Лівійська ракетна установка поблизу Сурта (Сирт) запустила дві радянські ракети «земля-повітря» (ЗРК) SA-5 «Gammon» о 07:52 у бік F-14A «Томкетів». Ракети не влучили в ціль і впали в море. Дві додаткові ракети SA-5 були запущені о 13:52 у бік F-14, які діяли як найпівденніше бойове повітряне патрулювання. Ці ракети заглушив EA-6B Prowler; лівійці та їхні радянські інструктори стверджували, що ці дві ракети уразили свої цілі, які впали в море, але не змогли переконати в цьому радянську розвідку та Михайла Горбачова.
Через дві години з авіабази Беніна вилетіли два МіГ-25 з наказом перехопити та збити кілька американських винищувачів. Перш ніж лівійські літаки встигли наблизитися досить близько, E-2C «Хокай» ВМС США виявив їх і попередив два F-14A, які перехопили лівійські винищувачі на висоті 6100 м. Лівійці почали агресивні лобові маневри, намагаючись вийти на вогневу позицію проти двох F-14. Керівник екіпажу F-14 доповів про «надмірні ворожі дії та наміри», які змусили керівника авіацією на борту «Саратогі» надати пілотам F-14 дозвіл на відкриття вогню в разі необхідності. Зав'язався напружений повітряний бій, хоча жодних ракет не було випущено. F-14 знизилися до 1500 м, де вони мали явну перевагу над МіГ-25 і розташувалися між сонцем і лівійцями.
F-14 зайняли позицію на шість годин позаду ворожих МіГів, зафіксували їх на екранах радарів і отримали сигнали про захоплення цілей ракетами AIM-9 "Сайдвіндер, що означало, що вони були готові збити лівійців. МіГи рушили, ніби повертаючись курсом до своєї бази. Однак один з них змінив курс, розгорнувшись на F-14. Командир крила F-14 захопив МіГ у приціл і попросив дозволу відкрити вогонь. Не встигли отримати дозвіл, як МіГ-25 розвернувся і попрямував на південь.
Кілька лівійських патрульних катерів попрямували на перехоплення бойової групи США і американці у відповідь вислали авіацію. Коли один із патрульних катерів націлився на американський літак за допомогою радара керування вогнем, «Річмонд Тернер», ракетний крейсер класу «Легі» відповів пуском ракети RGM-84 Harpoon, що влучила в катер та підпалила його. Його відбуксирували назад до Бенгазі.
З борту «Саратоги» злетів штурмовик A-7 Corsair II, озброєний ракетами AGM-88 HARM, A-6 Intruder, озброєний ракетами «Гарпун» і касетними бомбами. Їх підтримували кілька літаків E-2C, F-14A, F/A-18 Hornet і літаків-заправників KA-6D. Перші авіаудари були завдані близько 19:26, коли два A-6E TRAM Intruder знайшли патрульний катер типу «Бейр Граза Вахід» французького виробництва. «Вахід» був спочатку виведений з ладу ракетою «Гарпун», випущеною одним із A-6, а потім знищений за допомогою касетних бомб «Рокі».
Через сорок хвилин літаки F-14A, F/A-18A, A-7E та EA-6B попрямували до бази SA-5 біля Сурта на мінімальній висоті та раптом піднялися, що змусило лівійців активувати свої радари та запустити ракети по літаках, що наближалися. Це спонукало A-7E запустити кілька ракет HARM. Потім ударний стрій американських літаків опустився на 30 м над рівнем моря і повернув назад. Відповідно до розсекречених радянських документів і спогадів, опублікованих у 2001 році, одна з ракет пошкодила радіолокатор підсвічування цілі Square Pair (5Н62В).
A-6E розвернулися для ураження кількох лівійських ракетних катерів. Близько 21:55 два A-6E атакували корвет типу «Нанучка» «Айн Закіт», який прямував до ракетного крейсера «Йорктауна», що спонукало «Йорктаун» направити «Інтрудерів», озброєних ракетами «Гарпун», на відбитті атаки; одна з ракет влучила в «Айн Закіт», спричинивши йому важкі пошкодження. У той же час «Йорктаун» випустив дві ракети «Гарпун» по іншому катеру класу «Ля Комбатанте IIa», вивівши його з ладу.
Приблизно опівночі лівійці запустили кілька SA-2 «Гайдлайнс» і SA-5, цього разу по американських A-6E і A-7E, які у відповідь попрямували до узбережжя. A-7E запустив ракети HARM, вивівши з ладу кілька лівійських радарів. Ще три SA-5 були запущені з Сірта, а один SA-2 був запущений поблизу Бенгазі. О 07:30 ще один лівійський корвет типу «Нанучка» був перехоплений A-6E і виведений з ладу боєприпасами «Рокі». Пізніше корвет був потоплений ракетою «Гарпун», запущеною A-6E.
Після цього удару операція була завершена без втрат для американців. Загинуло 35 моряків, лівійці зазнали невідомих матеріальних збитків.